# Digital hardcore
Digital hardcore je další z hudebních odnoží hardcoru. Vznikl kombinací hardcore (subžánr punk-rocku vzniknuvší v Severní Americe koncem 70. let) s elektronickou hudbou. Své základy má v Německu, kde se vyvinul během začátku 90. let.
Digital Hardcore je charakteristický pro své rychlé tempo, drsnost a jakýsi „postoj“ čerpaný z punku. Z elektroniky čerpá hlavně ze stylů Hardcore, Drum'n'Bass, Industrial a Noise. Většinou v těchto nahrávkách uslyšíte elektrickou kytaru a vokály, které se dotýkají politických témat, převážně v pro-levicovém a anarchistickém duchu.

## Nejznámější projekty a producenti
- Alec Empire
- Ambassador 21
- Atari Teenage Riot
- Bomb 20
- Cobra Killer
- EC8OR
- Lolita Storm
- Shizuo
- Sonic Subjunkies

## Nejznámější labely
- Digital Hardcore Recordings (DHR)
- Eat Your Heart Out